# George Richard Bayness
George Richard Bayness (1888 – ?) angol labdarúgó, nemzetközi labdarúgó-játékvezető.

## Pályafutása
Az Angol labdarúgó-szövetség Játékvezető Bizottsága (JB) 1912-ben terjesztette fel nemzetközi játékvezetőnek, a Nemzetközi Labdarúgó-szövetség (FIFA) bíróinak keretébe. A FIFA JB központi nyelvei közül a angolt beszéli. Több nemzetek közötti válogatott és klubmérkőzést vezetett, vagy működő társának partbíróként segített. Az aktív nemzetközi játékvezetéstől 1912-ben búcsúzott. Válogatott mérkőzéseinek száma: 2.

## A magyar labdarúgó-válogatott mérkőzései (1902–1929)
| Időpont          | Helyszín                          | Mérkőzés típusa         | Mérkőzés                 | Eredmény | Nézők száma |
| ---------------- | --------------------------------- | ----------------------- | ------------------------ | -------- | ----------- |
| 1912. július 12. | Sokolniki Sports Stadion, Moszkva | 42. válogatott mérkőzés | Oroszország–Magyarország | 9 : 0    | 3 000       |

## Külső hivatkozások
- George Richard Bayness. footballzz.com. (Hozzáférés: 2012. április 14.)
- George Richard Bayness. eu-football.info. (Hozzáférés: 2012. április 14.)